# Județul Dolj (interbelic)
Județul Dolj a fost o unitate administrativă de ordinul întâi din Regatul României, aflată în regiunea istorică Oltenia. Reședința județului era municipiul Craiova.

## Întindere

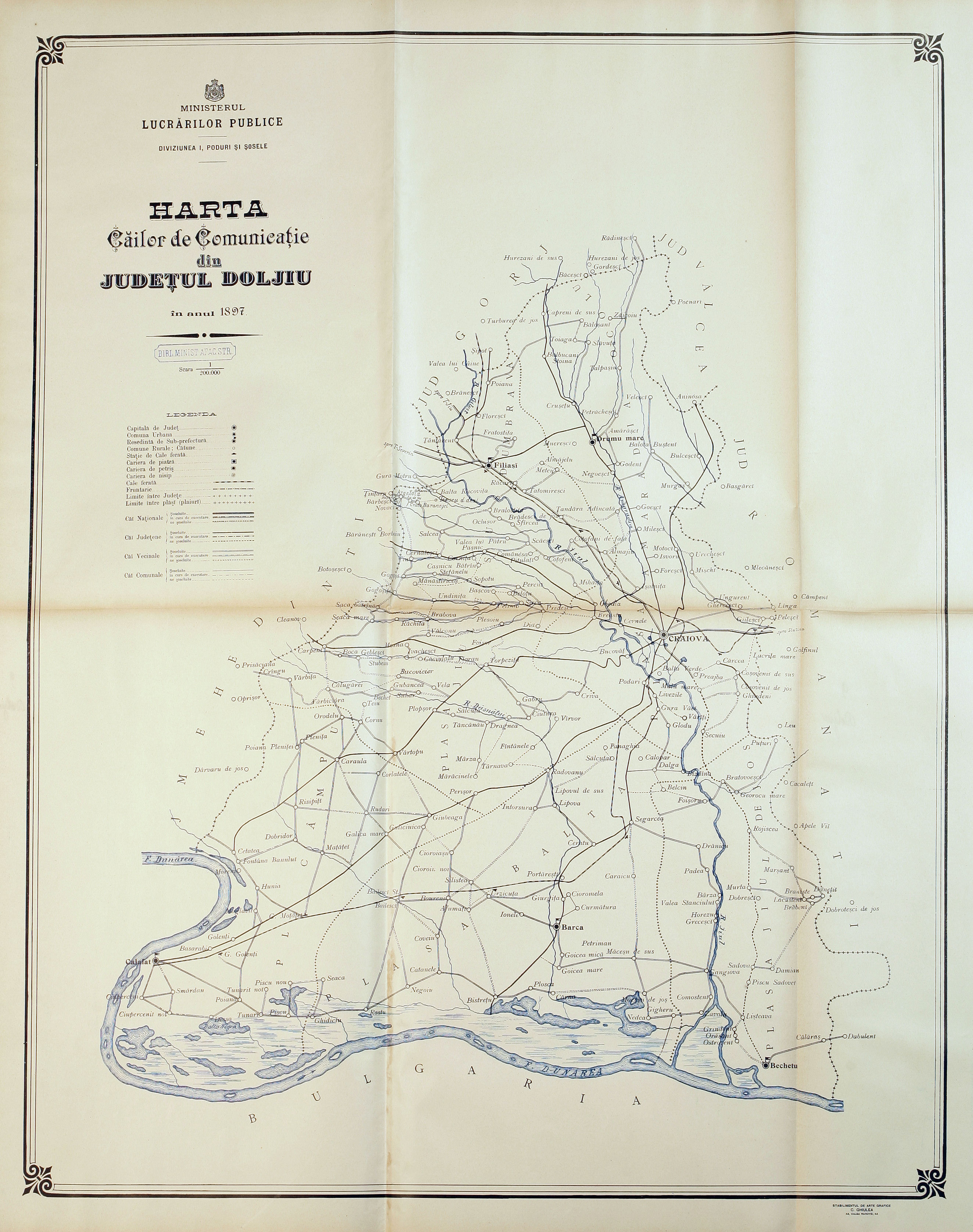
Harta județului Dolj în Atlasul Căilor de Comunicații din 1897

Județul Dolj era un județ de frontieră. Se învecina cu Bulgaria (până în 1878 Imperiul Otoman) și cu județele românești Mehedinți, Gorj, Vâlcea și Romanați. Denumirea județului venea de la râul Jiu și însemna Jiul de Jos.

Clădirea Prefecturii județului Dolj din perioada interbelică. Clădirea-monument istoric, construită între anii 1912-1913 în stil neo-brâncovenesc și situată pe Calea Unirii nr. 19 în Craiova, are în prezent aceeași destinație.

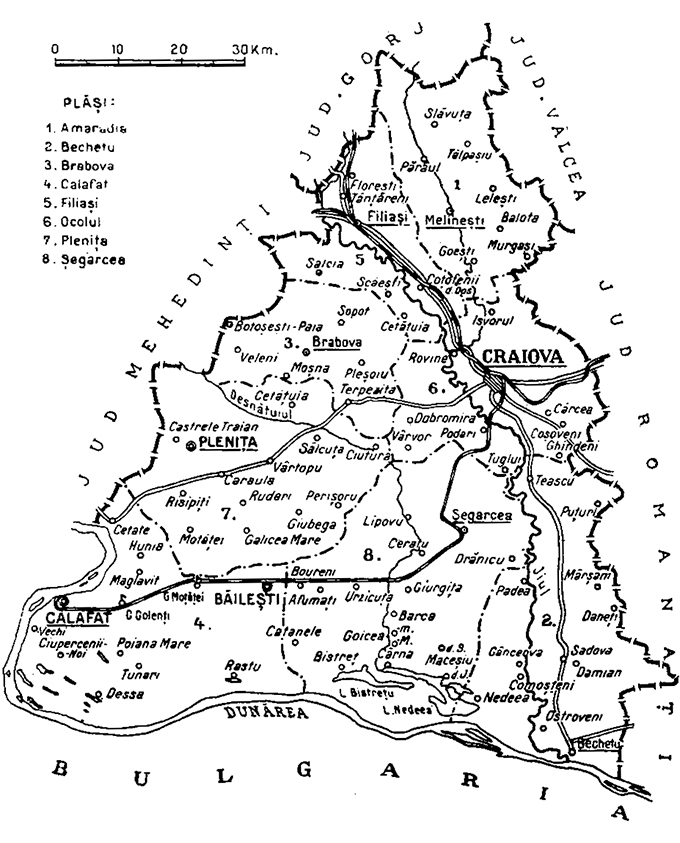
Harta județului, cu dispunerea și denumirea plășilor, în anul 1938.

În perioada interbelică, județul se situa în partea sud-vestică a României Mari, în sud-vestul regiunii Oltenia. Județul cuprindea partea centrală și de sud-vest a actualului județ Dolj. Se învecina la nord cu județele Gorj și Vâlcea, la vest cu județul Mehedinți, la est cu județul Romanați, iar la sud cu Bulgaria.

## Istorie
În anul 1864, domnitorul Alexandru Ioan Cuza dă prima lege de organizare administrativ-teritorială modernă a teritoriului României. Legea prevedea împărțirea țării în 33 de județe, având ca subdiviziuni plășile și comunele (urbane și rurale). Județele și comunele erau investite cu personalitate juridică și cu organe deliberative și executive: consiliul județean și prefectul (acesta din urmă ca reprezentant al guvernului în teritoriu), respectiv consiliul comunal
și primarul (în calitate de reprezentant al guvernului în teritoriu). Plășile erau simple subdiviziuni ale județelor, fără personalitate juridică, conduse de subprefecți, cu atribuții de supraveghere și control asupra autorităților comunale.
Pământul județului Dolj era foarte productiv, cu precădere valea Jiului, unde se cultivau multe soiuri de cereale. Doar zona bălților era improprie agriculturii, dar locuitorii comunelor învecinate se ocupau cu producerea rogojinilor. De asemena bălțile de lângă Dunăre aveau pește din abundență. Terenul nisipos de pe marginea Dunării dintre Ciuperceni și Bechet a fost făcut productiv în unele părți prin plantarea de salcâmi. Prin căderea frunzelor acestor pomi, solul începea să devină fertil. La Ciuperceni au fost plantați și butuci din toate speciile de viță-de-vie indigene pentru a se studia caracterele ampelografice. Produsele destinate comerțului extern aveau ca piață de desfacere porturile Calafat și Bechet, iar cele destinate comerțului intern, orașul Craiova. În porturi, și cu deosebire în Calafat, se făcea un intens comerț cu cereale.
După agricultură, creșterea animalelor constituia bogăția cea mai mare a județului. În acestă privință, Doljul era primul județ din Oltenia, și chiar din România. În anul 1890 numărul capetelor de animale a fost 511.545 (cai, măgari și măgărițe, catâri și catâre, vite cornute, oi, capre și porci). O altă ramură a activității economice a județului era industria.
Portul locuitorilor era național, el diferind foarte mult de la o zonă la alta. În unele zone, portul era atât de fix încât se putea spune numai după îmbrăcăminte din ce parte a Doljului provenea un locuitor. Ca element de port popular bărbătesc atât iarna cât și vara, era o curea lată de care se atârna un cuțit și o pungă.
În timpul dictaturii carliste, județul a făcut parte din ținutul Jiu. În 1950, a fost desființat de regimul comunist, iar teritoriul său a fost împărțit între raioanele Craiova, Sadova, Băilești, Calafat, Brebova și Plenița ale regiunii Dolj.

## Organizare
La sfârșitul secolului al XIX-lea (circa 1892), județul Dolj era împărțit în 10 plăși : Amaradia cu 18 comune rurale și 90 sate, reședința în cătunul Drumu Mare (comuna Melinești), Balta cu 16 comune rurale și 20 sate, reședința în comuna Măceșul de Sus, Băilești cu 15 comune rurale și 20 sate, reședința în comuna Băilești, Cîmpul cu 14 comune rurale, 20 sate și o coumună urbană, reședința în comuna urbană Calafat, Dumbrava de Sus cu 17 comune rurale și 43 sate, reședința în cătunul Sopotul (comuna Sopotul), Dumbrava de Jos cu 16 comune rurale și 27 sate, reședința în comuna Vîrtopul, Jiul de Sus cu 16 comune rurale și 58 sate, reședința în comuna Filiași, Jiul de Mijloc cu 14 comune rurale și 37 sate, reședința în comuna Segarcea, Jiul de Jos cu 13 comune rurale și 27 sate, reședința în cătunul Dobrești (comuna Căciulătești) și Ocolul cu 16 comune rurale, 46 sate și o comună urbană, reședința în comuna urbană Craiova, totodată și reședința județului.
La începutul perioadei interbelice, teritoriul județului era împărțit în șase plăși:
1. Plasa Amaradia,
2. Plasa Bârca,
3. Plasa Calafat,
4. Plasa Gângiova,
5. Plasa Ocolul și
6. Plasa Plenița.

Ulterior, în locul plășilor Bârca și Gângiova, au fost înființate patru noi plăși:
1. Plasa Bechet,
2. Plasa Brabova,
3. Plasa Filiași și
4. Plasa Segarcea.

## Populație
Conform datelor recensământului din 1930 populația județului era de 485.149 de locuitori, dintre care 96,7% români, 0,5% evrei, 0,3% germani, 0,3% maghiari, ș.a. Din punct de vedere confesional a fost înregistrată următoarea alcătuire: 98,4% ortodocși, 0,7% romano-catolici, 0,5% mozaici ș.a.

### Mediul urban
În anul 1930 populația urbană a județului era de 91.788 de locuitori, dintre care 90,2% români, 2,4% evrei, 2,2% țigani, 1,7% germani, 1,3% maghiari ș.a. Sub aspect confesional orășenimea era formată din 92,7% ortodocși, 3,1% romano-catolici, 2,5% mozaici, 0,7% lutherani, 0,3% calvini, 0,3% greco-catolici ș.a.

## Materiale documentare

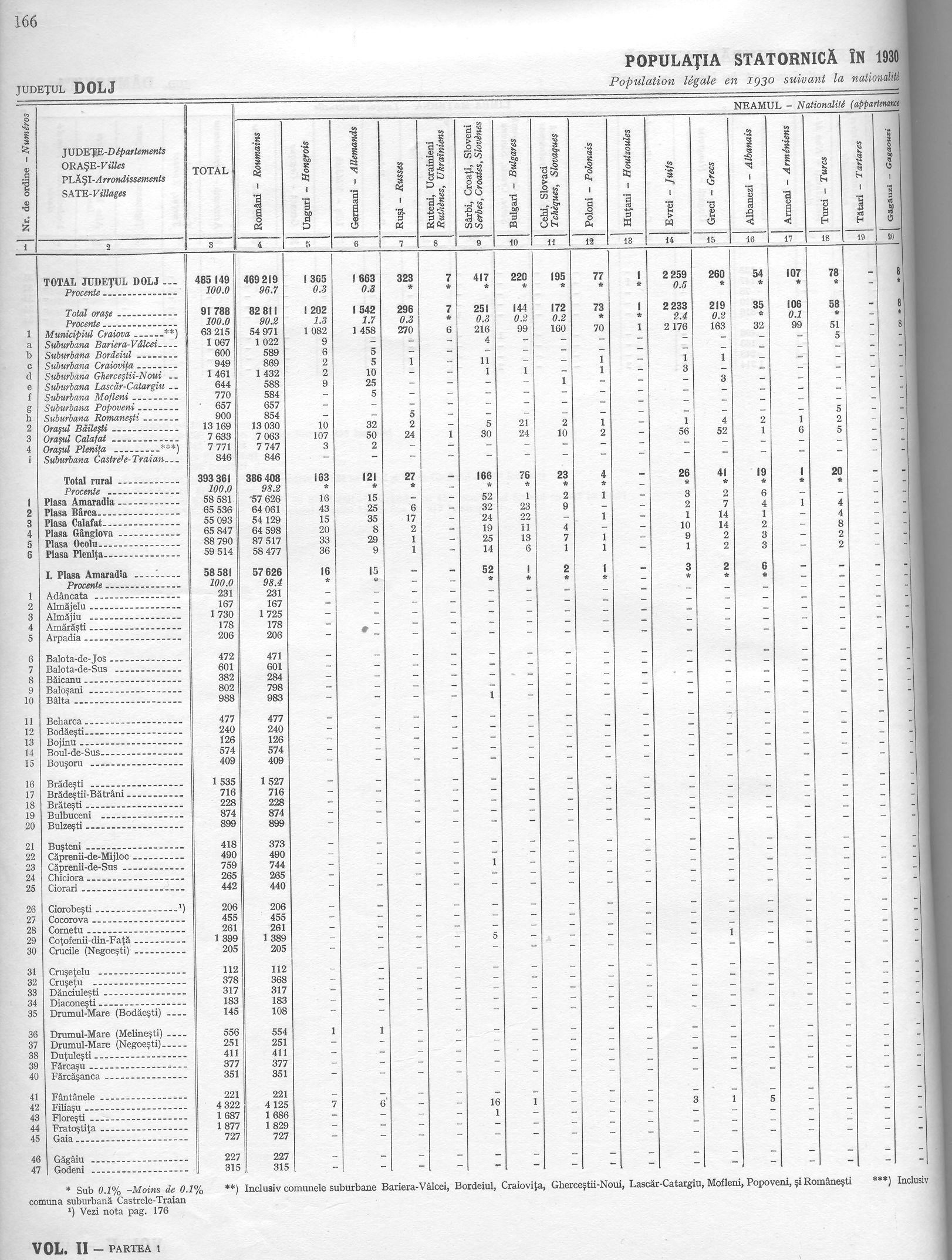
Populația județului în anul 1930, după etnie și limbă maternă
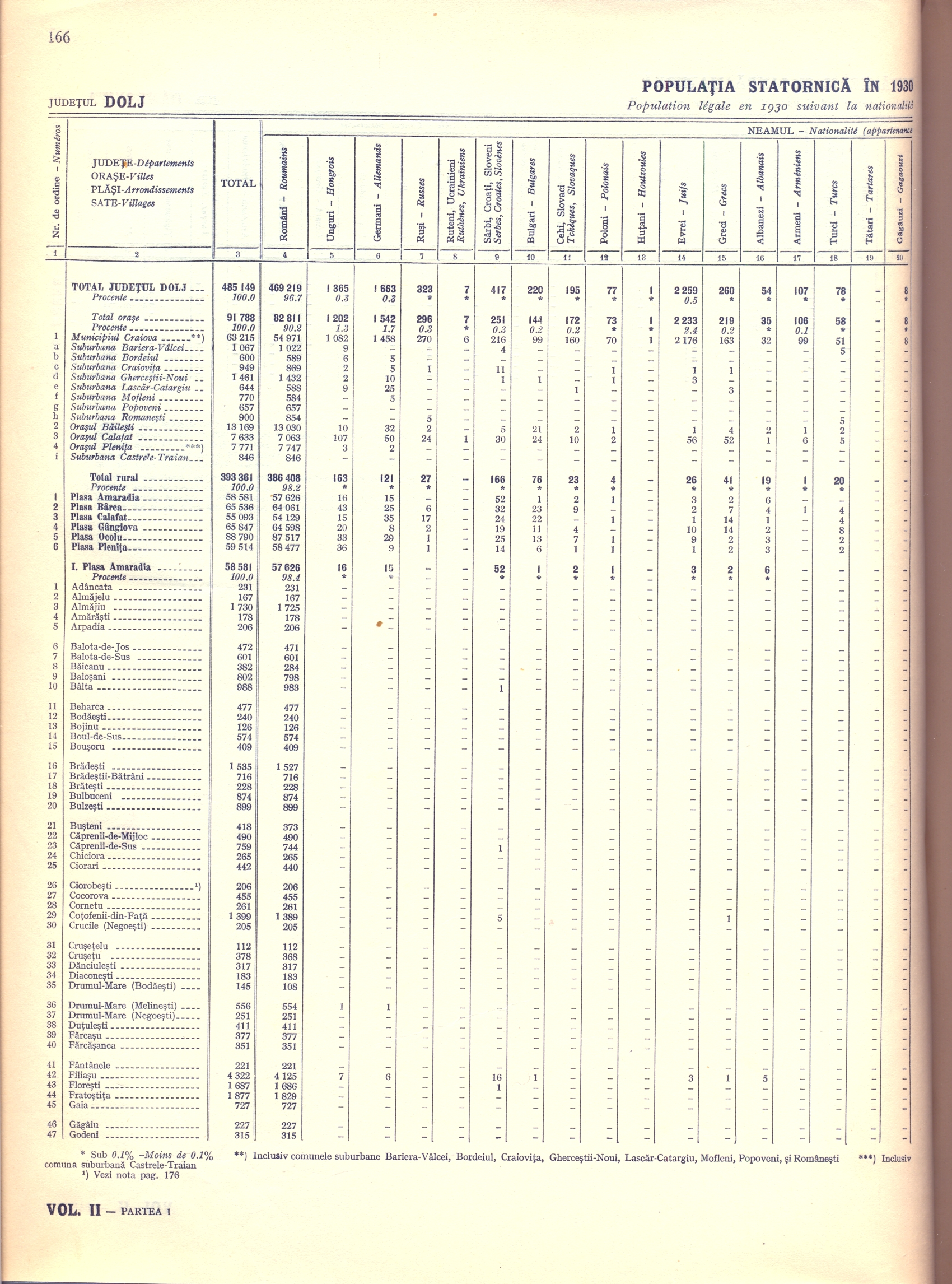
Populația județului în anul 1930, după etnie și limbă maternă
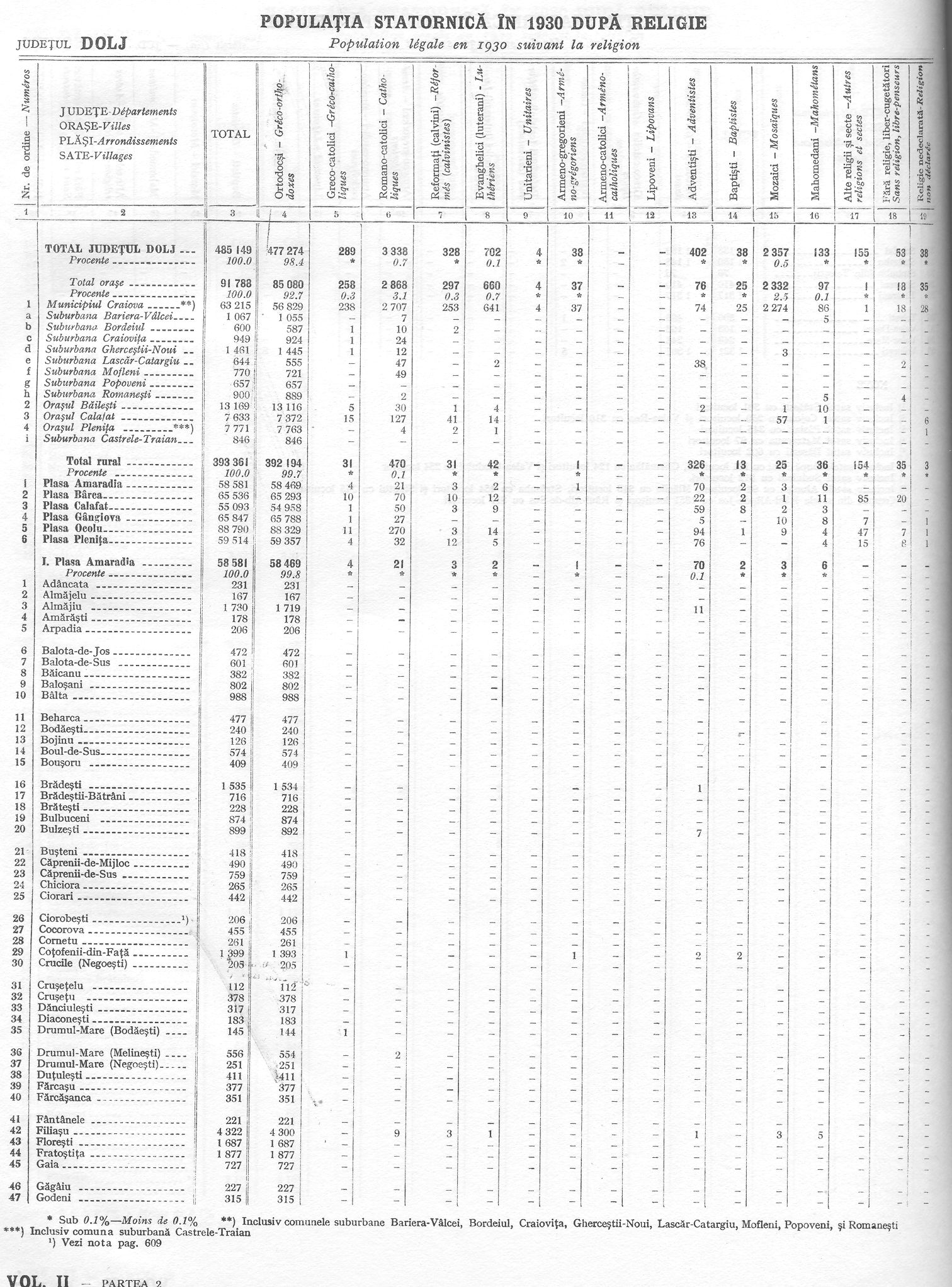
Populația județului în anul 1930, după religie